# Plains, Texas
Plains là một thị trấn thuộc quận Yoakum, tiểu bang Texas, Hoa Kỳ. Năm 2010, dân số của thị trấn này là 1481 người.

## Dân số
- Dân số năm 2000: 1450 người.
- Dân số năm 2010: 1481 người.